# Copa de la Reina de Baloncesto 1991-92
La Copa de la Reina de Baloncesto 1991-92 corresponde a la 30ª edición de dicho torneo. Se celebró entre el 11 y el 12 de enero de 1992 en Gandía y Onteniente.
Esta temporada, la Copa la juegan los 4 primeros equipos de la liga excepto el Banco Exterior al ser un equipo organizado por la FEB para preparar jugadoras de cara a las olimpiadas de Barcelona'92. Las semifinales y final se juegan a partido único en Gandía y Onteniente. El campeón se clasifica para la Copa Ronchetti 1992-93.

## Fase final
|  | Semifinales              | Semifinales              | Semifinales              |                      |                 | Final                | Final                | Final                |  |
|  | 11 de enero – Onteniente | 11 de enero – Onteniente | 11 de enero – Onteniente |                      |                 | 12 de enero – Gandía | 12 de enero – Gandía | 12 de enero – Gandía |  |
|  |                          |                          |                          |                      |                 |                      |                      |                      |  |
|  |                          |                          |                          |                      |                 |                      |                      |                      |  |
|  | Bàsquet Godella          | Bàsquet Godella          | 90                       |                      |                 |                      |                      |                      |  |
|  | Bàsquet Godella          | Bàsquet Godella          | 90                       |                      |                 |                      |                      |                      |  |
|  | Cepsa Tenerife           | Cepsa Tenerife           | 43                       |                      |                 |                      |                      |                      |  |
|  | Cepsa Tenerife           | Cepsa Tenerife           | 43                       |                      | Bàsquet Godella | Bàsquet Godella      | 89                   |                      |  |
|  |                          |                          |                          |                      | Bàsquet Godella | Bàsquet Godella      | 89                   |                      |  |
|  |                          |                          | A. D. B. F. Zaragoza     | A. D. B. F. Zaragoza | 82              |                      |                      |                      |  |
|  | A. D. B. F. Zaragoza     | A. D. B. F. Zaragoza     | A. D. B. F. Zaragoza     | A. D. B. F. Zaragoza | 82              | 93                   |                      |                      |  |
|  | A. D. B. F. Zaragoza     | A. D. B. F. Zaragoza     |                          |                      |                 | 93                   |                      |                      |  |
|  | Xerox Vigo               | Xerox Vigo               | 77                       |                      |                 | Tercer lugar         | Tercer lugar         | Tercer lugar         |  |
|  | Xerox Vigo               | Xerox Vigo               | 77                       |                      |                 | Tercer lugar         | Tercer lugar         | Tercer lugar         |  |
|  |                          |                          |                          |                      |                 |                      |                      |                      |  |
|  |                          |                          |                          |                      |                 | Cepsa Tenerife       | Cepsa Tenerife       | 68                   |  |
|  |                          |                          |                          |                      |                 | Cepsa Tenerife       | Cepsa Tenerife       | 68                   |  |
|  |                          |                          |                          |                      |                 | Xerox Vigo           | Xerox Vigo           | 96                   |  |
|  |                          |                          |                          |                      |                 | Xerox Vigo           | Xerox Vigo           | 96                   |  |
|  |                          |                          |                          |                      |                 |                      |                      |                      |  |

### Final
| 12 de enero de 1992, 12:00 | Bàsquet Godella                                      | 89–82           | A. D. B. F. Zaragoza                                 |                                                                           |  |
|                            | Marcador por tiempos: 50–45, 30–37                   |                 |                                                      |                                                                           |  |
|                            | Estadísticas Razija Mujanović 27 Razija Mujanović 18 | Reporte Pts Reb | Estadísticas Karina Rodríguez 29 Karina Rodríguez 12 | Pabellón: Gandía Asistencia: 2.000 espectadores Árbitros: Ferreiro, Salva |  |

| Ganadoras de la Copa de la Reina 1991-92 |
| ---------------------------------------- |
| Bàsquet Godella 2º título                |